# Цитоплазма

Схематична структура типової тваринної клітини з вказанням різних компонентів. Органели: (1) ядерце (2) ядро (3) рибосома (4) везикула (5) грубий ендоплазматичний ретикулум (ЕР) (6) Апарат Гольджі (7) цитоскелет (8) гладкий ЕР (9) мітохондрії (10) вакуоля (11) цитоплазма (12) лізосома (13) центріоль

Цитопла́зма — основна за об'ємом частина клітини, її внутрішній вміст. За фізичними властивостями це напіврідка маса колоїдної структури — гіалоплазма (цитозоль), в якій перебувають усі клітинні органели, крім ядра. Цитозоль складається з води, солей, органічних молекул і багатьох ферментів, що каталізують хімічні реакції у клітині. Цитоплазма відіграє важливу роль у клітині, слугуючи середовищем, у якому розташовані органели і яке забезпечує перебіг багатьох хімічних реакцій та постачання необхідних речовин до різних частин клітини. Цитоплазма оточена клітинною мембраною (або цитоплазматичною мембраною для більшості прокаріотів) і оточує ядро та мембрани органел. Гіалоплазма може перебувати у рідкому (золь) стані і в'язкому (гель).

## Історія
Термін у 1863 році запропонував Рудольф фон Келлікер, спершу як синонім до протоплазми, однак згодом його значення змінилось на позначення внутрішньоклітинної речовини та позаядерних органел.
Раніше існувала певна неузгодженість щодо визначення цитоплазми, оскільки деякі автори не включали в неї деякі органели, зокрема вакуолі та часом — пластиди.